# Aeolothrips clarus
Aeolothrips clarus är en insektsart som beskrevs av Bailey 1951. Aeolothrips clarus ingår i släktet Aeolothrips och familjen rovtripsar. Inga underarter finns listade i Catalogue of Life.